# Pinghe

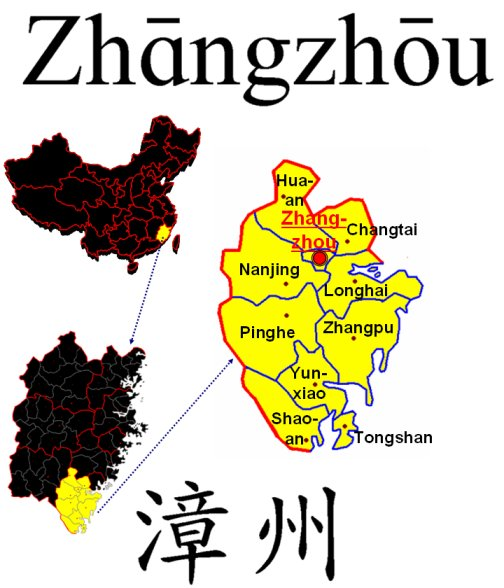
Kreisebene der bezirksfreien Stadt Zhangzhou

Pinghe (chinesisch 平和縣 / 平和县, Pinyin Pínghé Xiàn) ist ein Kreis der bezirksfreien Stadt Zhangzhou, der südlichsten der neun bezirksfreien Städte der chinesischen Provinz Fujian. Sein Hauptort ist die Großgemeinde Xiaoxi. Er hat eine Fläche von 2.310 km² und zählt 455.042 Einwohner (Stand: Zensus 2020), die Bevölkerungsdichte beträgt 197 Einw./km².
Die Stätte des Nansheng-Keramikbrennofens aus der Zeit der Ming- und Qing-Dynastie steht seit 2006 auf der Liste der Denkmäler der Volksrepublik China (6-98).

## Administrative Gliederung
Auf Gemeindeebene setzt sich der Kreis aus zehn Großgemeinden und fünf Gemeinden zusammen. Diese sind:
- Großgemeinde Xiaoxi 小溪镇
- Großgemeinde Shange 山格镇
- Großgemeinde Wenfeng 文峰镇
- Großgemeinde Nansheng 南胜镇
- Großgemeinde Banzai 坂仔镇
- Großgemeinde Anhou 安厚镇
- Großgemeinde Daxi 大溪镇
- Großgemeinde Xiazhai 霞寨镇
- Großgemeinde Jiufeng 九峰镇
- Großgemeinde Luxi 芦溪镇

- Gemeinde Wuzhai 五寨乡
- Gemeinde Guoqiang 国强乡
- Gemeinde Qiling 崎岭乡
- Gemeinde Changle 长乐乡
- Gemeinde Xiufeng 秀峰乡